# Mercado de Isle-sur-la-Sorgue

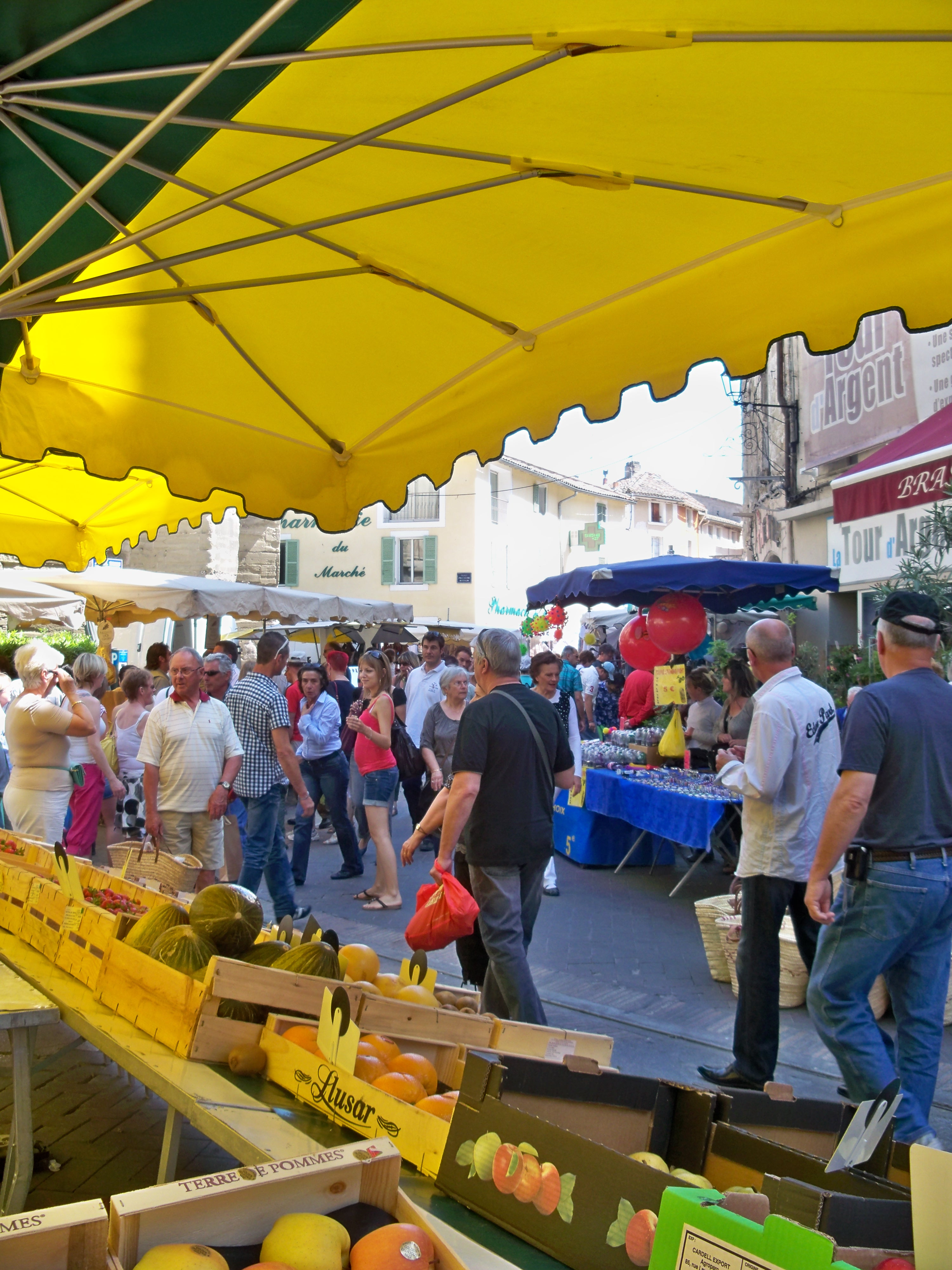
Imagen del mercado

El mercado de L'Isle-sur-la-Sorgue es uno de los mercados más antiguos y concurridos de Provenza, Francia. Sus orígenes datan del siglo XII y su normativa del siglo XVI.

## Origen
La Isla de los Pescadores tenía un mercado en el siglo XII cuando la  abadía de Saint-André de Villeneuve-lès-Avignon contaba allí con el priorato de Saint-Gervais. Feudo de los condes de Provenza, después de los condes de Toulouse, y finalmente de la Santa Sede (1274), la ciudad fue fortificada por los papas y se convirtió en el refugio de los pueblos vecinos. La reglamentación del mercado se remonta al pontificado de Julio II quien, mediante una bula en mayo de 1512, lo estableció el sábado. El cardenal Octave d'Acquaviva, legado pontificio, en Aviñón, lo estableció el jueves, mediante una bula fechada del 9 de noviembre de 1596.
Este mercado de los jueves ofrecía ganado, aves de corral y frutas y verduras a los compradores locales y a los mercaderes. Era, después del mercado de Carpentras, el más importante del Condado Venaissin. Más tarde, un mercado de uvas se estableció en Villevieille, cerca del actual Lycée Benoit. 
Había dos ferias en L'Isle-sur-la-Sorgue, la de Saint-Pancrace, el 12 de mayo, y la de Saint-Simon y Saint-Jude, el 28 de octubre. Estas estaban muy concurridas ya que todas las mercancías que se compraban estaban libres de impuestos.
Actualmente se realizan tres mercados por semana: 
- el de productos regionales, que se celebra todo el año, los jueves de 9 a 12:30 de la mañana en los alrededores de la iglesia y en la plaza Rose Goudard
- el de productores, que se celebra todos los lunes por la tarde del 7 de mayo al 24 de septiembre
- por último, el mercado provenzal de los domingos por la mañana. Este último se celebra de 8 a 14 horas, todo el año, en el centro de la ciudad y en los muelles de la Sorgue. Ofreciendo una gran cantidad de productos regionales, es uno de los más animado y coloridos del Condado Venaissin.

El mercado flotante fue creado durante los años 80 por René Legier. Se celebra en la Sorgue, las frutas y verduras se depositan bajo las barcas de fondo plano, los négo-chins, conducidas por barqueros que ofrecen estos víveres a los habitantes de L'Isle-sur-la-Sorgue y a los turistas el primer domingo de agosto.

## Otros mercados
Del 29 de abril al 31 de octubre, se celebra todos los sábados por la mañana un mercado agrícola en el Petit Palais, aldea de L'Isle-sur-la-Sorgue, desde las 9 hasta las 12 del mediodía. Hay que señalar que el mercado del domingo de L'Isle es también un mercadillo. Este mercado se celebra durante todo el día y todo el año, en la avenida Quatre Otages.